# Mokrovolea, Bilohirea
Mokrovolea (în ucraineană Мокроволя) este localitatea de reședință a comunei Mokrovolea din raionul Bilohirea, regiunea Hmelnîțkîi, Ucraina.

## Demografie
Componența lingvistică a localității Mokrovolea
     Ucraineană (98,91%)
     Rusă (1,09%)
Conform recensământului din 2001, majoritatea populației localității Mokrovolea era vorbitoare de ucraineană (98,91%), existând în minoritate și vorbitori de rusă (1,09%).